# François Simon (cyclisme)
Pour les articles homonymes, voir Simon et François Simon.
François Simon, né le 28 octobre 1968 à Troyes, est un ancien coureur cycliste français, professionnel de 1991 à 2002. Il a été champion de France de cyclisme sur route en 1999.

## Biographie

### Repères biographiques
Issu d'une famille nombreuse, François Simon est le frère de Régis, Pascal et de Jérôme, tous trois coureurs cyclistes professionnels.

### Débuts chez Castorama (1991-95)
François Simon remporte en 1992 la 14e étape du Tour d'Italie. En 1995, il commence sa saison par l'Étoile de Bessèges, qu'il termine sur le podium, derrière Sergueï Outschakov et Andreï Tchmil.

### Chez Gan/Crédit Agricole (1996-1999)
En 1996, il remporte la 2e étape du critérium du Dauphiné libéré. L'année suivante, il termine cette épreuve à la 6e place du classement général.

#### Champion de France sur route (1999)
Le 27 juin 1999, François Simon remporte l'épreuve en ligne du championnat de France de cyclisme sur route à Charade dans le Puy-de-Dôme.

### Fin de carrière chez Bonjour (2000-2002)

#### Saison 2000
Il signe pour la saison 2000 dans la nouvelle équipe française Bonjour-Toupargel. Il prend part en début d'année notamment à Paris-Nice. Après un prologue et un bon début de semaine qui lui permettent de pointer en 5e position au terme de la 4e étape, il remporte au sprint au sein d'un groupe de 40 coureurs la 5e étape dont la ligne d'arrivée est tracée à Villeneuve-Loubet, devançant notamment l'Italien Alessandro Petacchi (Fassa Bortolo) et le Belge Andreï Tchmil (Lotto-Adecco). Sa victoire lui permet de remonter en seconde position du classement général, à seulement six secondes du leader, son compatriote Laurent Brochard (Jean Delatour). Il prend aussi à cette occasion le maillot rose de leader du classement par points. Il rétrograde cependant à la 4e place du classement général après le contre-la-montre sur les pentes du Col d'Èze remporté par le futur vainqueur de l'épreuve, l'Allemand Andreas Klöden (Deutsche Telekom).

#### Sixième du Tour de France (2001)
François Simon s'illustre notamment sur le Tour de France 2001 : après avoir pris part à une échappée arrivée à Pontarlier avec plus de 35 minutes d'avance sur le peloton lors de la 8e étape, il endosse le maillot jaune à l'Alpe d'Huez au soir de la 10e étape, dix-huit ans après l'abandon de son frère Pascal. François le conserve pendant trois jours, jusque dans les Pyrénées, et il termine à la 6e place du classement général, premier coureur français de cette Grande Boucle.

## Palmarès

### Palmarès amateur
| - 1989 - 2e de la Route de France - 2e du Tour de la Vienne | - 1990 - 1re étape du Tour d'Autriche - 3ea étape du Circuit des Mines |  |

### Palmarès professionnel
| - 1992 - 14e étape du Tour d'Italie - Classement général de la Mi-août bretonne - 1re étape du Tour du Poitou-Charentes - 5e et 11e étapes du Tour de l'Avenir - 1993 - 1re étape du Tour méditerranéen (contre-la-montre par équipes) - 1re étape du Tour du Poitou-Charentes - 2e du Grand Prix de la ville de Rennes - 2e du Tour du Poitou-Charentes - 2e du Tour de l'Avenir - 1994 - 2e de À travers le Morbihan - 3e du Grand Prix d'ouverture La Marseillaise - 1995 - 2e des Quatre Jours de Dunkerque - 3e de l'Étoile de Bessèges | - 1996 - 4eb étape du Circuit de la Sarthe - 2e étape du Critérium du Dauphiné libéré - 1997 - 3e de la Route du Sud - 6e du Critérium du Dauphiné libéré - 1999 - Champion de France sur route - Châteauroux Classic de l'Indre - 9e du Critérium du Dauphiné libéré - 2000 - 5e étape de Paris-Nice - 4e de Paris-Nice - 2001 - 6e du Tour de France |  |

## Résultats sur les grands tours

### Tour de France
10 participations
- 1993 : 57e du classement général
- 1994 : 43e du classement général
- 1995 : 59e du classement général
- 1996 : 86e du classement général
- 1997 : 32e du classement général
- 1998 : 57e du classement général
- 1999 : 30e du classement général
- 2000 : 58e du classement général
- 2001 : 6e du classement général,  maillot jaune pendant trois jours
- 2002 : hors-délai (12e étape)

### Tour d'Italie
2 participations
- 1992 : 61e du classement général, vainqueur de la 14e étape
- 1995 : 95e du classement général

### Tour d'Espagne
1 participation
- 1997 : abandon